# Turbo Tape

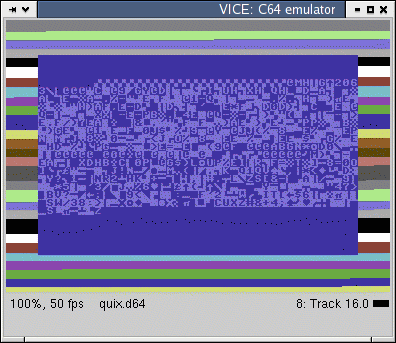
Screenshot eines Kassettenschnellladers

Turbo Tape ist der Name eines Kassetten-Schnellladers. Unter Kassetten-Schnellladern versteht man eine Reihe von Programmen für Commodore-Heimcomputer, vor allem für den C64, die das Laden und Speichern von Programmen auf Compact Cassetten beschleunigten. Oft wurden auch alle diese Programme umgangssprachlich als Turbo-Tape bezeichnet.

## Technik
Das im Kernal (Betriebssystem) der Commodore-Heimcomputer implementierte Aufzeichnungsformat für die Datasette stammte noch vom PET 2001 aus den Jahren 1976/77 mit seinem sehr viel kleineren Speicher und war auf hohe Datensicherheit anstatt auf hohe Geschwindigkeit optimiert. So wurden einfach alle Datenblöcke zweimal geschrieben und beim Laden verifiziert, um Drop-outs des Tonbandes ausgleichen zu können. Weiterhin wurden für die Datenaufzeichnung sehr große Markierungslängen verwendet, jedes Bit mit zwei Markierungen (kurz-lang oder lang-kurz) geschrieben, jedes Byte mit einem Paritätsbit versehen, und die Bytes durch eine weitere Markierung voneinander abgesetzt, um diese beim Einlesen sicher wiedererkennen zu können. Auch wurden überlange Vorspänne verwendet, um sehr lange unbeschreibbare Bandteile am Anfang der Kassetten auszugleichen. Durch all diese Eigenschaften war die effektive Bitrate der Nutzdaten auf ca. 300 Bit pro Sekunde beschränkt. Beim PET 2001 betrug die maximale Ladezeit eines speicherfüllenden Programms (ca. 3 KiB) noch unter zwei Minuten, aber beim C64 ergaben sich für einteilige, speicherfüllende Programme (ca. 50 KiB) Ladezeiten von über 20 Minuten, mehrteilige Programme konnten noch längere Gesamtladezeiten erfordern.
Mit besserem Bandmaterial, das im Laufe der 1980er Jahre preiswert erhältlich wurde, war es möglich, auf die doppelte Aufzeichnung zu verzichten, jedes Bit nur noch mit einer Markierung aufzuzeichnen (kurz oder lang), statt der Paritätsbits eine einzige Prüfsumme einzusetzen, Bytes nicht mehr abzugrenzen, und die Markierungslängen und die Vorspänne stark zu verkürzen, ohne eine zu große Ausfallwahrscheinlichkeit der Bänder zu provozieren. Dadurch konnte auf einer gegebenen Bandlänge ungefähr die zehnfache Menge an Nutzdaten untergebracht werden, die maximale Ladezeit für einteilige Programme lag nun deutlich unter drei Minuten.
Die verschiedenen Beschleunigerprogramme implementierten nun jeweils eigene, auf hohe Datendichte optimierte Bandformate. Auf Kompatibilität dieser Formate untereinander und mit dem Originalformat wurde nicht geachtet, stattdessen wurde meist das passende Schnellladeprogramm – um Speicherplatz und Zeit zu sparen nur der zum Einlesen der Daten benötigte Anteil – im originalen Commodore-Aufzeichnungsformat direkt vor das dann im komprimierten Format gespeicherte eigentliche Programm auf das Band gespielt.
Da bei der Datasette im Gegensatz zu den Commodore-Diskettenlaufwerken nicht die Datenübertragung vom Laufwerk zum Computer (siehe dazu VC1541 – Langsamkeit und Floppy-Speeder), sondern das Aufzeichnungsformat der Daten der die Geschwindigkeit limitierende Faktor ist, funktionieren die Kassetten-Schnelllader nur, wenn die Daten zuvor auch mit dem passenden Schnellspeicher-Programm aufgezeichnet wurden. Programme, die im Commodore-Standard-Format gespeichert wurden, lassen sich mit einem solchen Schnellladeprogramm nicht schneller laden.
Die dichtere Aufzeichnung auf dem Band wurde von späteren Schnellladeprogrammen außerdem noch mit einem Packer kombiniert, wodurch sich eine Verringerung des abgespeicherten Datenvolumens und damit eine weitere Verkürzung der Ladezeit ergab.
Das „Klangbild“ der abgespeicherten Töne unterscheidet sich deutlich von der Standardspeicherung (vgl. Audiobeispiel unter Datasette). Die Tonfrequenzen sind prinzipiell höher. Für geübte Benutzer war es daher kein Problem, durch Anhören einer Datenkassette in einem gewöhnlichen Audio-Kassettenrecorder festzustellen, ob diese im Standard-Commodore-Format oder mit einem Schnelllader aufgezeichnet waren.

## Verbreitung
Fast alle kommerziell auf Kassetten verkauften Computerspiele nutzten ab ca. 1983/84 eigene Schnelllader, fast immer in Verbindung mit einem kurzen Vorlauf im Standard-Commodore-Format, der dann automatisch den Rest des Programmes in seinem eigenen Format nachlud. Die meisten kommerziellen Schnelllader verkürzten die Markierungslängen nicht ganz so stark wie das originale Turbo-Tape, um weniger Garantiefälle durch unlesbare Bänder anfallen zu lassen. Oft wurde, direkt in den Schnelllader integriert, auch der Kopierschutz dieser Bänder realisiert, indem Daten verschlüsselt, in der Reihenfolge verändert oder mit nutzlosen Fülldaten gemischt gespeichert wurden.

## Bekannte Schnelllader
Turbo Tape 64
1983 von Stephan Senz für den Heimcomputer C64 programmiert. Später wurde das Programm auch für den C16, C116 und Plus/4 veröffentlicht. 1987 folgte eine erweiterte Version Turbo Plus (von Andreas Arens), mit zusätzlichen BASIC-Befehlen, Behebung einiger Softwarefehler des Betriebssystems und einer Scroll-Funktion, in der man Listings auf dem Bildschirm vor- und zurückscrollen kann.
Karrertape
1986 von Jochen Karrer für den Heimcomputer C64 programmiert. Dieser war schneller als Turbo Tape 64, und er ließ den Bildschirminhalt im Gegensatz zu Turbo Tape 64 während des Ladevorgangs sichtbar. Dies wurde erreicht, indem eine Synchronisation mit dem Videochip stattfand.
V3 Turbo Tape
V4 Turbo Tape
Turbo Tape 61K
Flashload
SuperTape D2
Aus der Artikelserie des c’t Magazins mit bis zu 7200 Baud:
- Apple II
- Sinclair ZX81
- Sinclair ZX Spectrum
- Eltec Eurocom-1
- Oric-1, Oric Atmos
- TRS-80
- Commodore VC 20, Commodore 64
- CBM-3000-Serie, CBM-4000-Serie, CBM-8000-Serie
- Commodore 16 und Plus/4
- Schneider CPC
- CP/M

MultiTape I
Hypratape 64

## Tape-Schnelllader in Modulen
Einige Steckmodule (Cartridges) haben Tape-Schnelllader eingebaut. Dies bietet einen enormen Vorteil: Man muss nicht zum Schnelllader spulen und diesen laden, bevor man zum Programm spult und dieses vom Band lädt.
Einen Schnelllader inkludiert haben (mindestens) die folgenden Module:
- Final Cartridge 2
- Final Cartridge 3
- Action Cartridge 6+
- Nordic Power 2.1
- Action Replay 6

Das Action Replay 6 verwendet ein eigenes Format mit ca. 2200 Bit pro Sekunde.
Die anderen Cartridges verwenden eine Bitrate von ca. 3700 bps und sind mit den meisten TurboTape-Versionen kompatibel.